# ステラジアン
ステラジアン（英: steradian、記号: sr）は、国際単位系 (SI) における立体角の単位であり、SI組立単位の一つである。二次元の平面角のラジアンに対応する。ステラジアンの単位記号は、「sr」である。
平方度も立体角の単位であるが、これは非SI単位かつ非法定計量単位である。

## 概要
1ステラジアンは、球の半径 r の平方（球の半径を一辺の長さとする正方形）と等しい面積の球面上の部分 a の、中心に対する立体角[sr]と定義される。二次元の平面角であるラジアンを三次元に拡張したものである。
{\displaystyle \left[\mathrm {sr} \right]={\frac {a}{r^{2}}}.}
ステラジアンの名称は1875年くらいから使用されていたもので、ギリシア語で立体という意味のstereos（ステレオの語源でもある）に由来する。ステラジアンは1960年の第11回国際度量衡総会 (CGPM) で採択された。ラジアンとともに国際単位系(SI)の補助単位の一つとされていたが、1995年に補助単位は廃止され、ステラジアンは次元 1 (= m2/m2)、すなわち無次元のSI組立単位として分類されている。
ステラジアンの定義から、全球（面積 4πr2）は 4π ステラジアン（= 約 12.566 ステラジアン）、半球は 2π ステラジアン（= 約 6.2832 ステラジアン）となる。逆に、1 ステラジアンは、全球を 1 としたとき、1/4π = 約 0.079577 となる。
半頂角 θ の円錐の立体角（ステラジアン）は
2π(1 − cos θ)
であり、緯度 δ1 から δ2（ラジアン）、経度 λ1 から λ2（ラジアン）で囲まれた範囲の立体角（ステラジアン）は、
{\displaystyle \left(\sin \delta _{2}-\sin \delta _{1}\right)\left(\lambda _{2}-\lambda _{1}\right)}
である。

## 分量単位
分量単位は次のようになっている。
- ミリステラジアン（単位記号：msr）= 10-3 sr
- マイクロステラジアン（単位記号：µsr）= 10-6 sr

球面全体（または天球全体）の立体角は、約 12.566 ステラジアンであるので、ステラジアンの倍量単位は使われない。

## 平方度との関係
二次元の度に対応して、立体角の単位として平方度という単位がある。国際単位系 (SI) では平面角については度（及び分・秒）がSI併用単位となっているのに対し、立体角のSI単位及び計量法上の法定計量単位は、ステラジアンのみであり、平方度は認められていない。
ステラジアンと平方度 (deg2) との関係は次のようになっている。
- 1sr = 約 3282.806350012 deg2
- 1deg2 = 約 0.00030461741979 sr = 約 0.30461741979 msr = 約 304.61741979 µsr

## 応用
ステラジアンは、放射束の計測によく用いられる。
光などの電磁波は、特定の条件下では、あらゆる方向に等しく放射される。そのような条件下では、単位面積あたりの放射束は光源から遠くなるほど弱くなるが、単位立体角あたりの放射束は光源からの距離にかかわらず一定となる。また、完全に「あらゆる方向に等しく放射」されない場合であっても、近似的に同様のことが言える場合が多い（例: 裸電球、赤熱した鉄片）。これが、ステラジアンが放射束の計測に用いられる理由である。SIでは、放射強度の単位にワット毎ステラジアン (W/sr) がある。また、光度の単位であるカンデラ (cd) の定義にワット毎ステラジアンが登場する。

## 符号位置
| 記号 | Unicode | JIS X 0213 | 文字参照          | 名称         |
| ---- | ------- | ---------- | ----------------- | ------------ |
| ㏛   | U+33DB  | -          | &#x33DB; &#13275; | ステラジアン |

Unicodeには、ステラジアンを表す上記の文字が収録されている。これはCJK互換用文字であり、既存の文字コードに対する後方互換性のために収録されているものであるので、使用は推奨されない。